# 鶴見站
鶴見站（日语：／ Tsurumi eki */?）位於日本神奈川縣橫濱市鶴見區鶴見中央一丁目，是東日本旅客鐵道（JR東日本）的鐵路車站。
此站周邊地區經橫濱市指定為主要的生活據點（舊：副都心）。

## 停站路線
在列車運行上，此站是重要的交匯站。停靠此站的路線，包括非客運路線在內共有東海道本線、鶴見線、武藏野線、南武線（支線）等4條路線。其中本站所屬線是東海道本線，另外鶴見線與武藏野線也以此站為起點。
本站的客運路線只有行走東海道本線電車線的京濱東北線與鶴見線，所以旅客資訊不使用「東海道（本）線」。依據特定都區市內，本站屬於「橫濱市內」。
- 京濱東北線：行駛於電車線的東海道本線、東北本線近距離電車。從橫濱站直通根岸線。 - 車站編號「JK 15」
- 鶴見線：本站起行駛於橫濱、川崎市內京濱工業地帶的路線。 - 車站編號「JI 01」

以下各路線雖不在本站設旅客月台，但卻是列車運行路線的接續站，除品鶴線以外，基本上都是貨物列車專用路線。（列表內「 」內的路線名是通稱）
- 東海道本線支線
  - 「東海道貨物線」：此站－八丁畷站之間。透過此站至濱川崎站的南武線支線連通東海道本線支線至東京貨物總站。
  - 「東海道貨物線」：此站－橫濱羽澤站（日语：横浜羽沢駅）－東戶塚站之間。此站至小田原站之間與本線的旅客線並行。
  - 「品鶴線」：此站－新鶴見信號場（日语：新鶴見信号場）－品川站之間。此站至新鶴見信號場之間是貨物線與旅客線的複複線。旅客線有橫須賀線與湘南新宿線的列車行駛，雖然此站以西至大船站是與東海道線列車線並行的專用複線（舊貨物線），但列車不停本站。
  - 「高島線」：此站－東高島站（日语：東高島駅）－櫻木町站之間。可直通根岸線根岸站方向。
- 武藏野線「武藏野南線」：此站－新鶴見信號場－梶谷貨物總站（日语：梶ヶ谷貨物ターミナル駅）－府中本町站方向。本站可直通武藏野線新座貨物總站（日语：新座貨物ターミナル駅）方向與南武線立川站方向。
- 南武線支線「尻手短絡線」：此站－新鶴見信號場－尻手站之間

此站－新鶴見信號場間是品鶴線、武藏野線、尻手短絡線三線重複路段，此3條路線在新鶴見信號場內分岔。
東海道本線以此站作為本線與品鶴線的分岔點，從品鶴線新川崎站起往本線的川崎站、蒲田站方向的車費是以此站作為接續站計算。但是，由於行走品鶴線的旅客列車不停靠本站，要從此站往新川崎方向（上行）的旅客必需先返回橫濱站。在這個情況下，車費將不計本站至橫濱站的費用，是車費計算的特例之一（往新川崎站周邊時也有從川崎站往南武線鹿島田站的計算方式）。
為了方便轉乘鶴見線以及消除這個計算特例，一度有建設橫須賀線月台的構想，但JR回應此站有貨物線通過，用地不足。

鶴見站分岔的JR路線

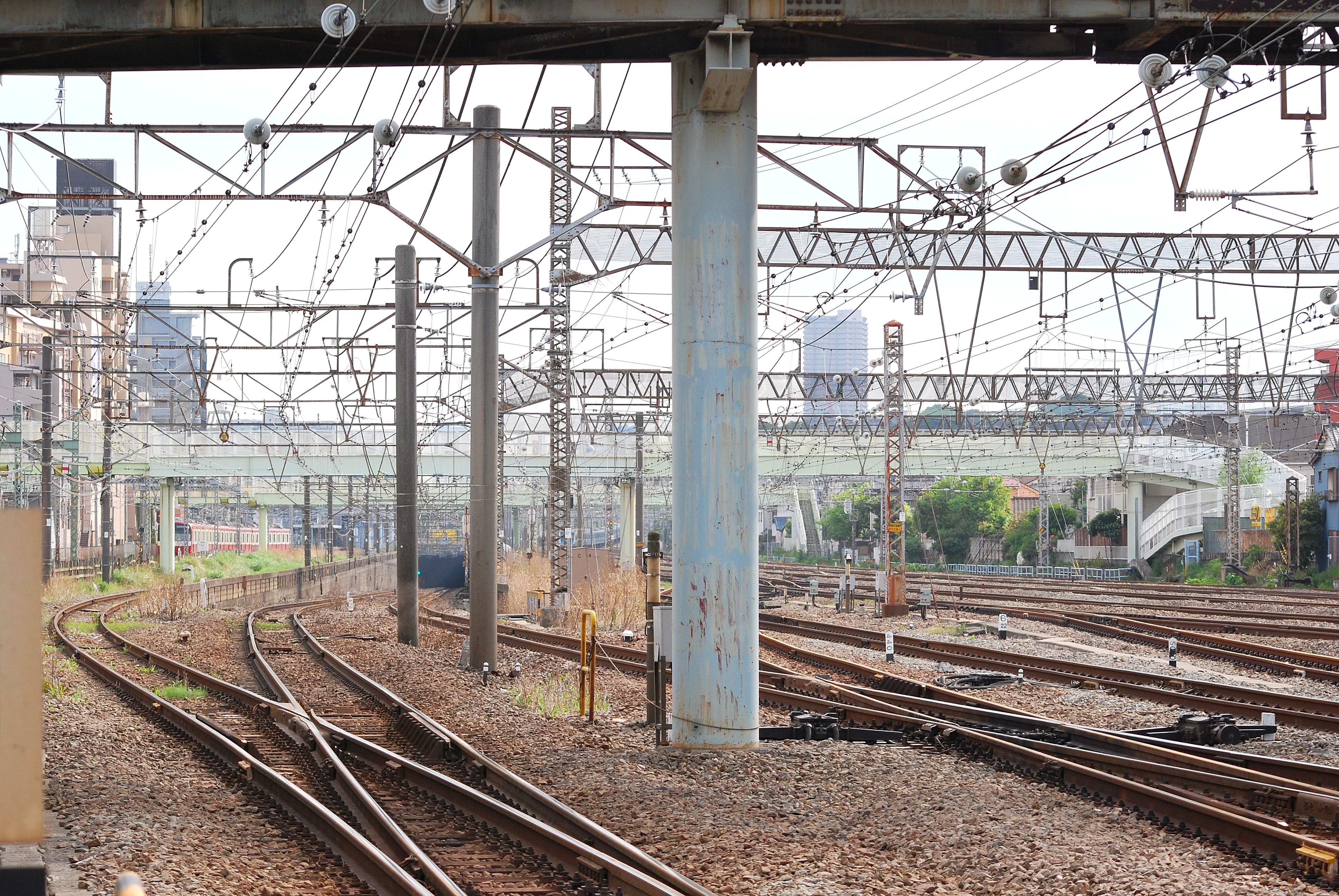
東海道貨物線與高島線的分岔點。京急本線花月園前站附近通往左側地下隧道的路線是東海道貨物線，地面路線是高島線（公道上攝）。
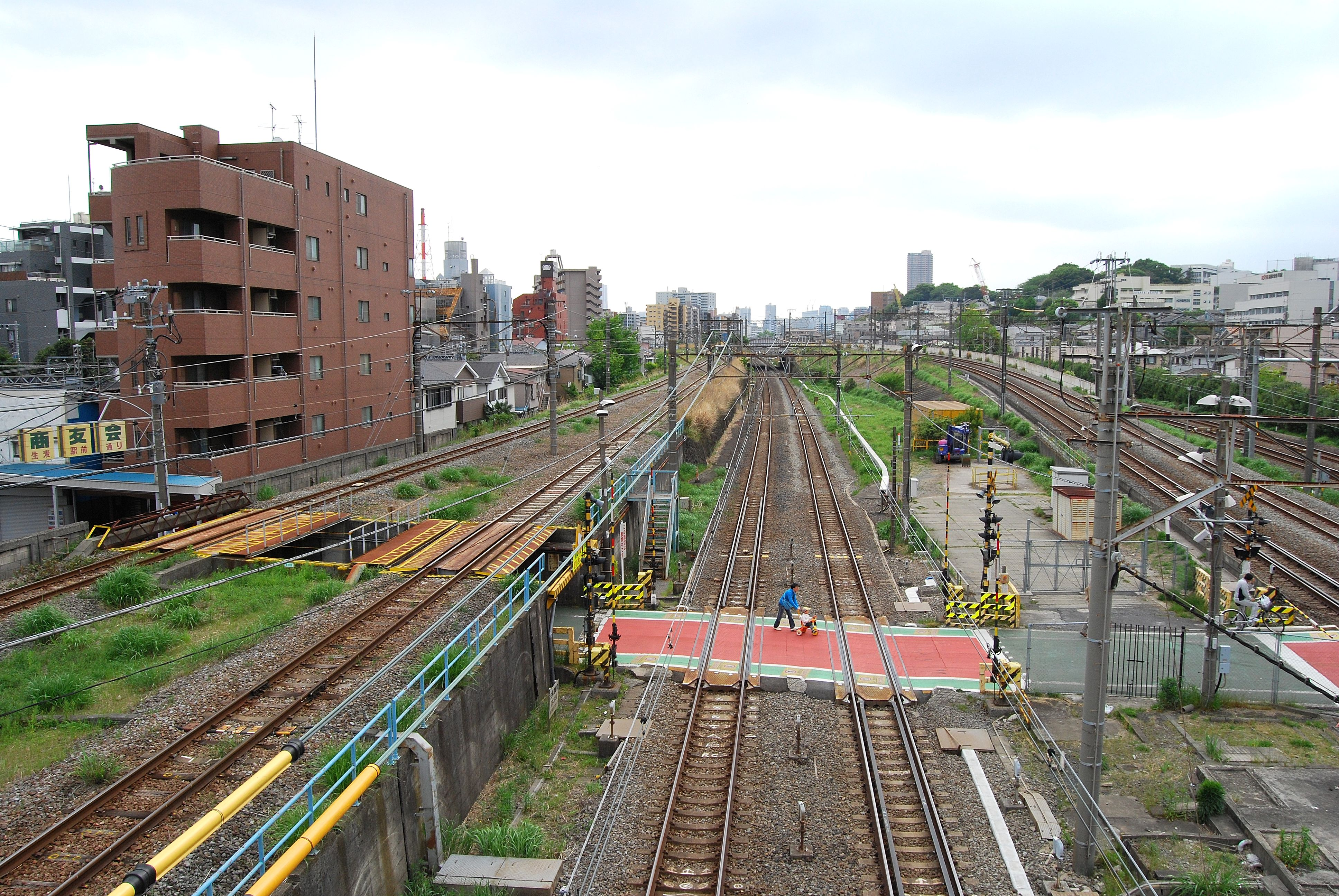
東海道本線與高島線的分岔點。京濱東北線在前方跨過東海道本線。

2015年，以「相鐵、JR直通線」的開通為契機，橫濱市目標讓中距離列車停靠鶴見站。
相鐵、JR直通線是從相鐵線的西谷分岔，在神奈川區羽澤附近連接JR東海道貨物線，往貨物線東京方向直通運行。列車在鶴見站將使用海側的貨物線。
貨物線在新川崎－武藏小杉之間與橫須賀線接續，因此計劃利用湘南新宿線路線直通新宿方向。

## 車站構造
京濱東北線是島式月台1面2線地面車站，鶴見線位於該處西側的港灣式月台2面2線高架車站。京濱東北線月台的東側，月台側起依次為東海道線旅客列車線的上下線、東海道貨物線的上行線、到發線3條、東海道貨物線下行線，全部不設月台。途經武藏野南線、東海道線列車線、橫須賀線的臨時旅客列車「Holiday快速鎌倉號」在此站運行停車（改變列車編號），在無月台軌道上，乘務員要交代貨物線與東海道線列車線（橫濱方向）之間的轉線。然而，東海道線與橫須賀線間的轉線可在戶塚站進行。
設有綠窗口、自動閘機。另外，京濱東北線月台閘內大堂設有扶手電梯與升降機聯絡。設有廁所。

### 月台配置
| 月台 | 路線       | 方向 | 目的地                         | 備註                    |
| ---- | ---------- | ---- | ------------------------------ | ----------------------- |
| 1    | 京濱東北線 | 南行 | 橫濱、櫻木町、洋光台方向       |                         |
| 2    | 京濱東北線 | 北行 | 東京、上野、大宮方向           |                         |
| 3、4 | 鶴見線     | -    | 弁天橋、淺野、扇町、海芝浦方向 | 4號月台只限早上尖峰時段 |

（來源：JR東日本:車站構內圖（页面存档备份，存于））

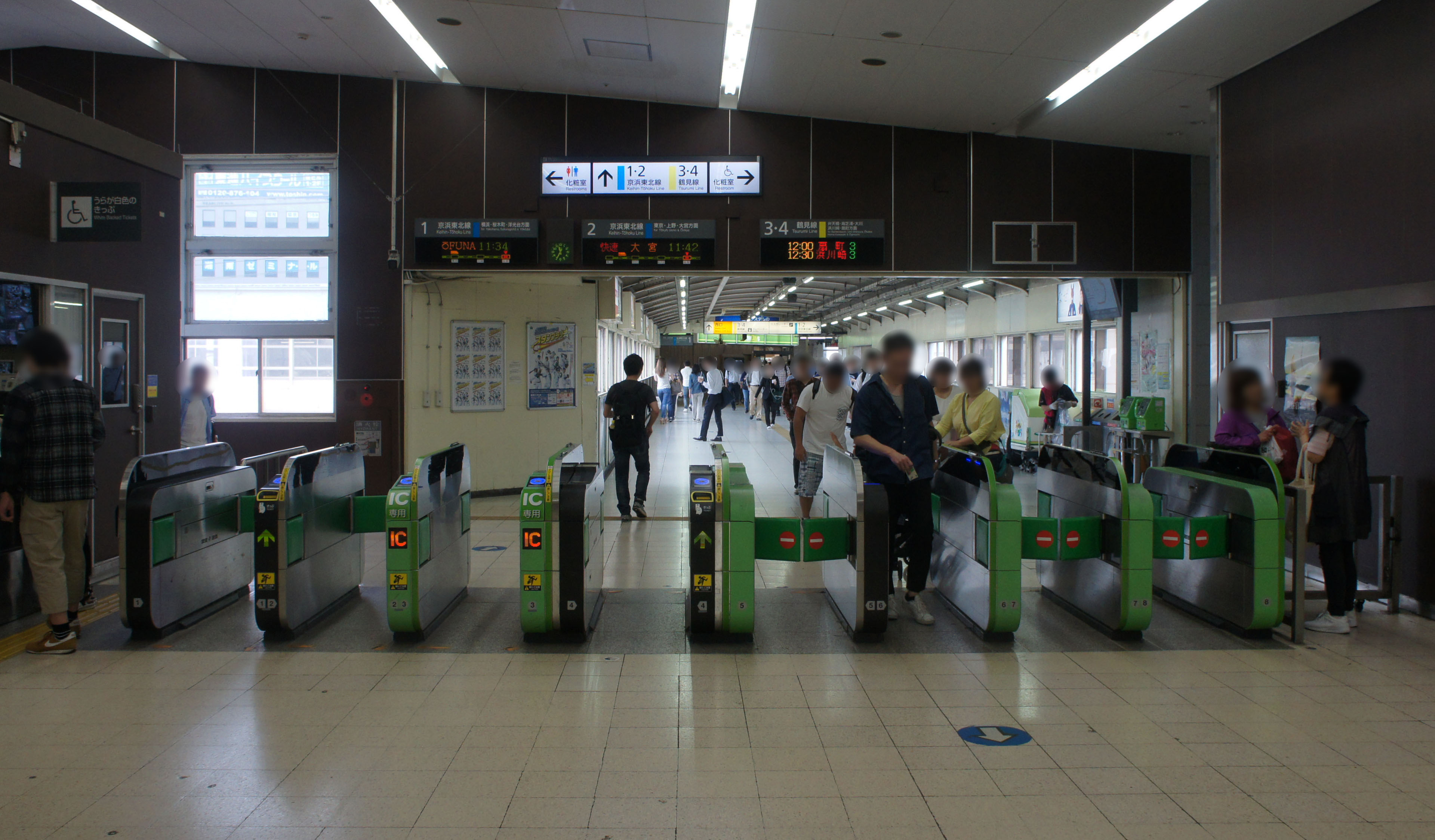
東口閘口（2019年6月）
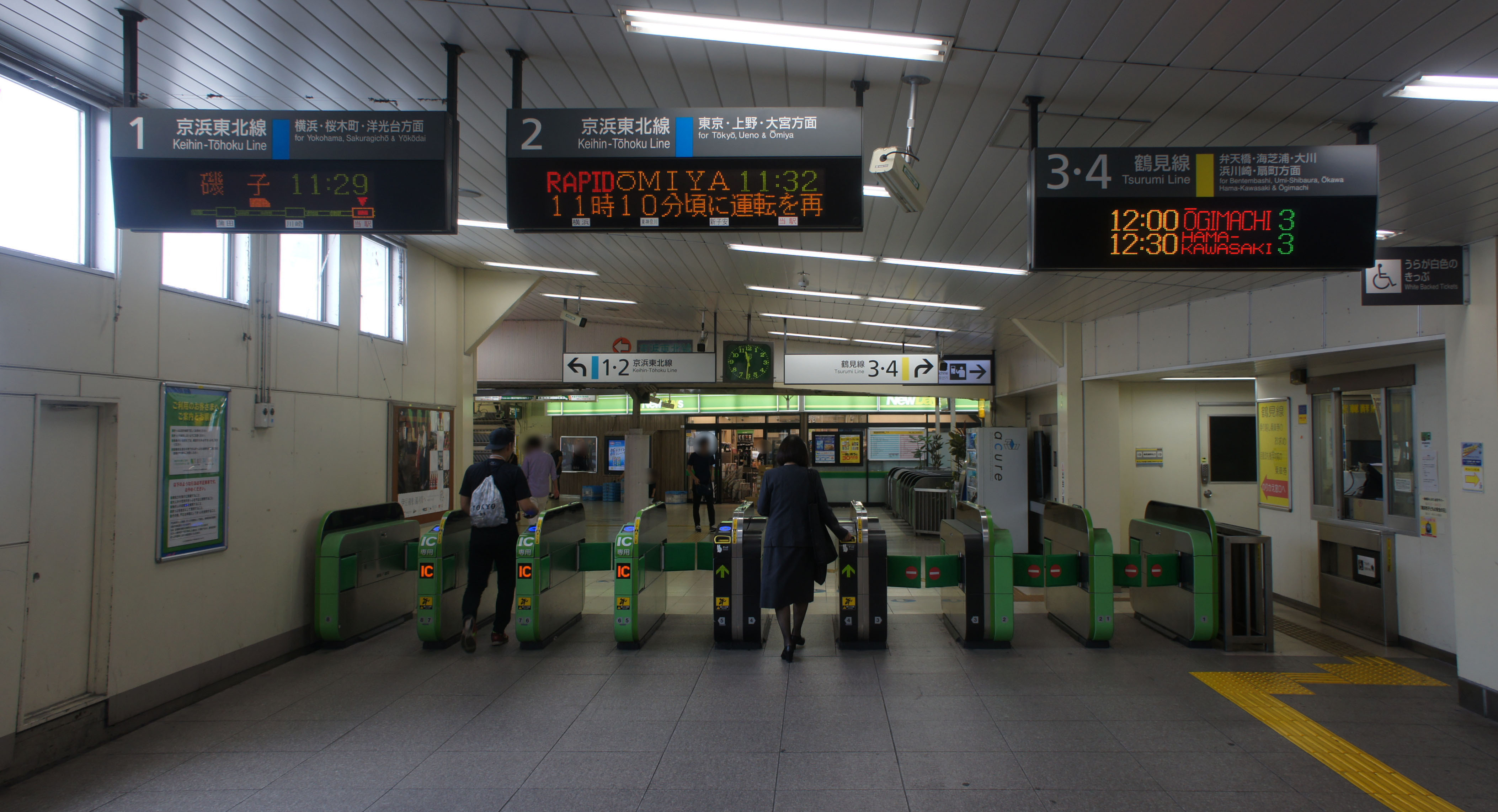
西口閘口（2019年6月）
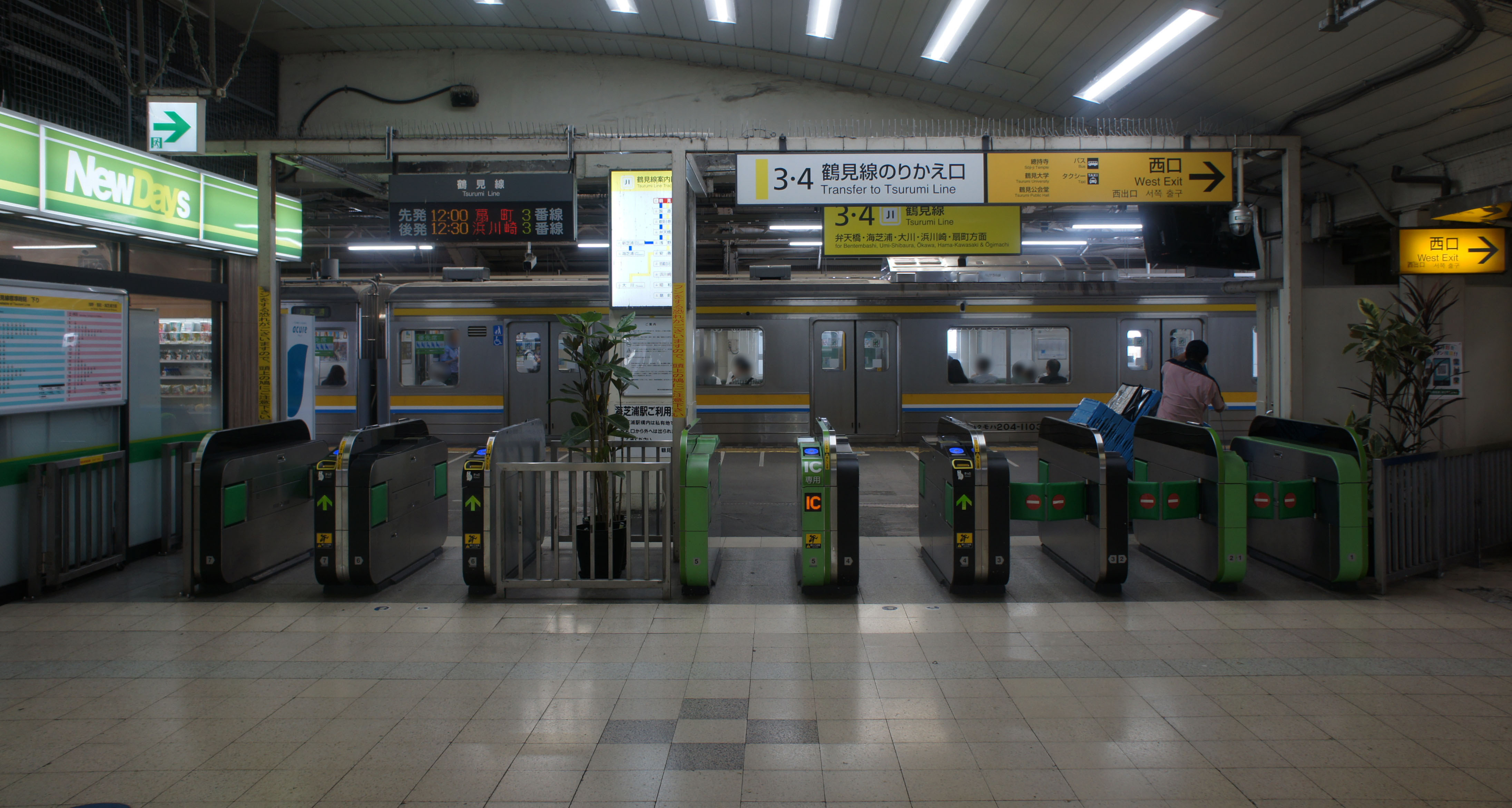
中間閘口（鶴見線轉車閘口） （2019年6月）
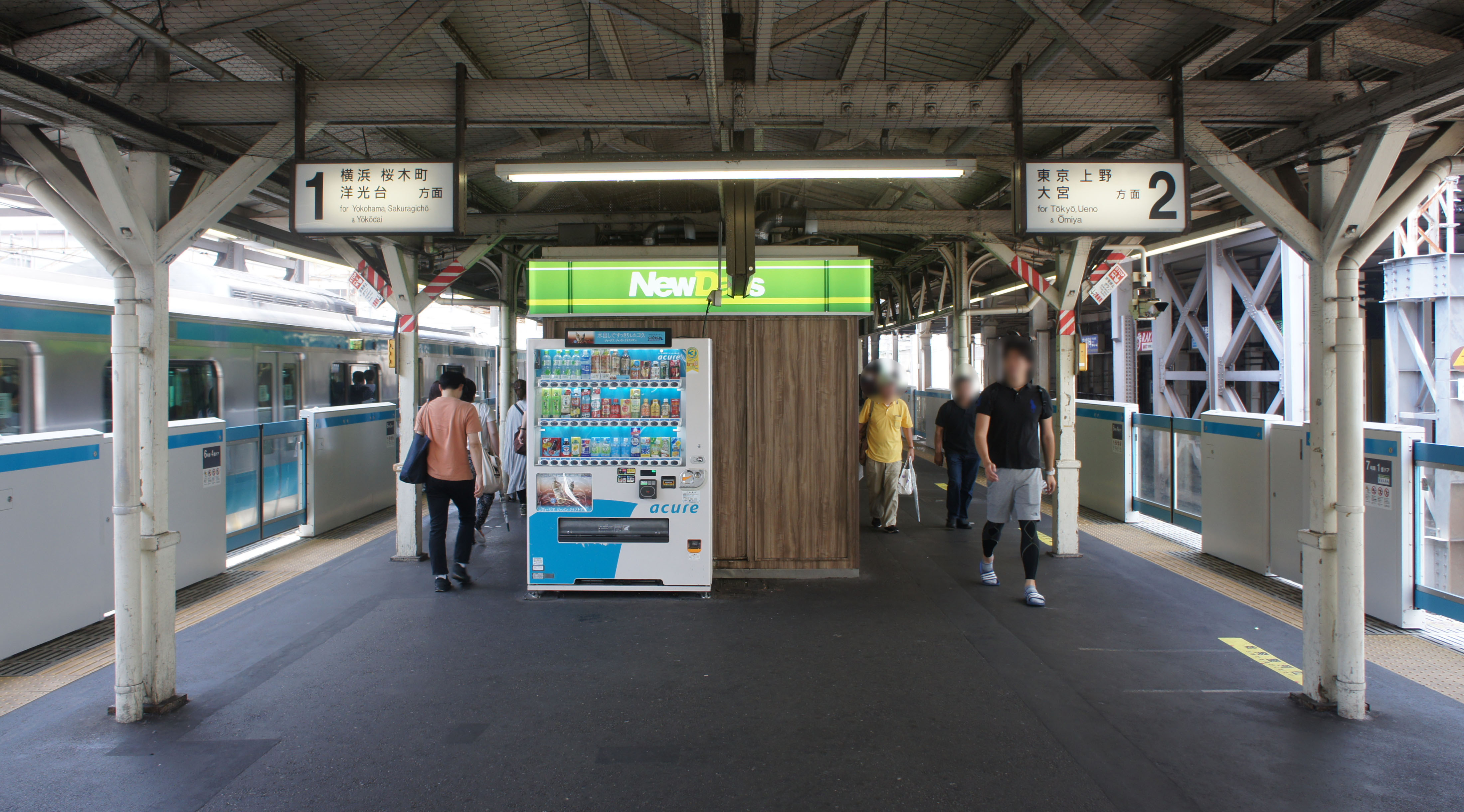
1、2號月台（京濱東北線）（2019年6月）
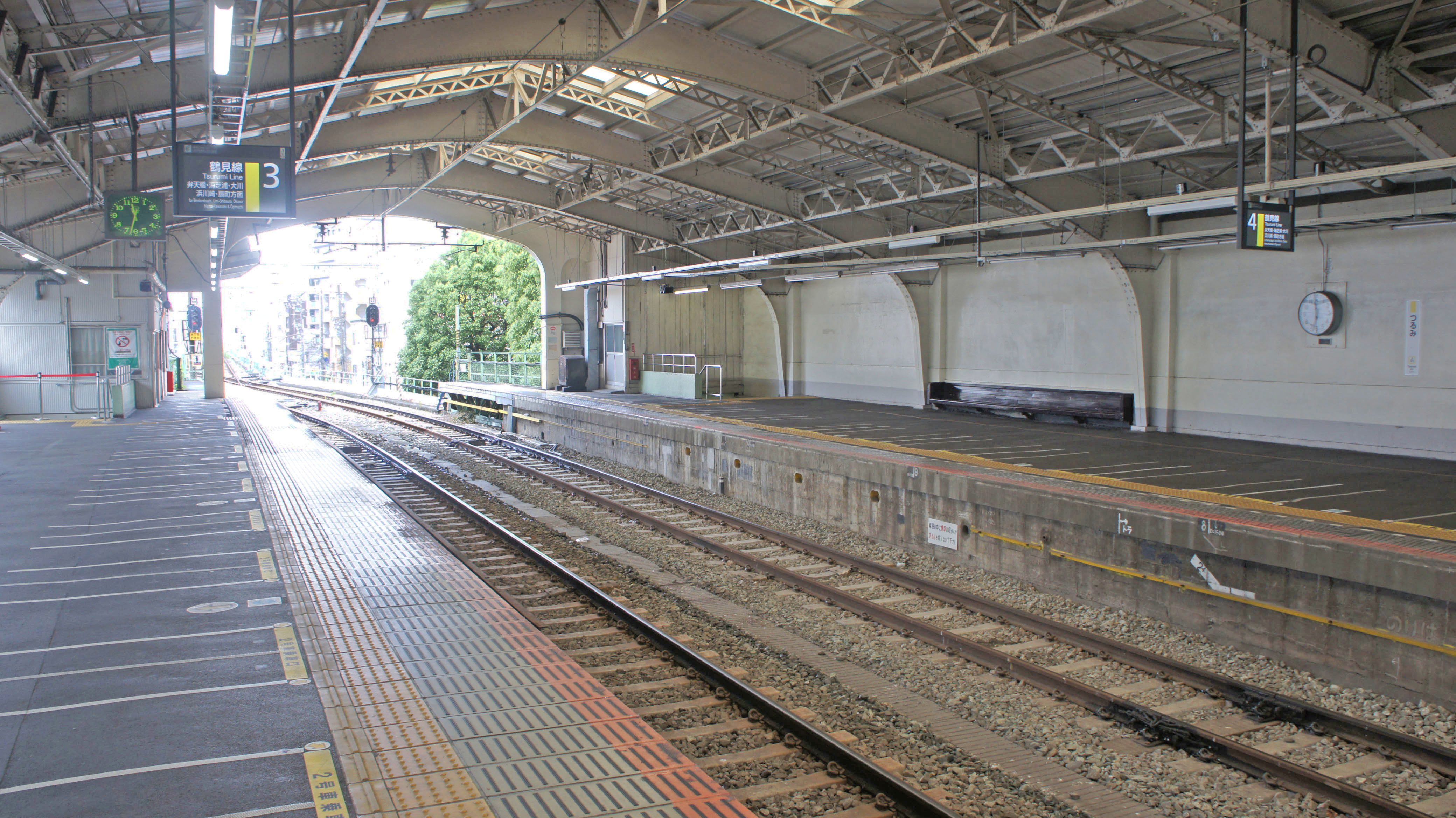
3、4號月台（鶴見線）（2019年6月）

## 使用情況
2019年（令和元年）度1日平均上車人次為80,794人。JR東日本管內車站當中排行第56位。
近年的推移如下表。
| 年度               | 1日平均 上車人次 | 來源     |
| ------------------ | ---------------- | -------- |
| 1991年（平成03年） | 74,630           |          |
| 1992年（平成04年） | 76,695           |          |
| 1993年（平成05年） | 77,591           |          |
| 1994年（平成06年） | 77,593           |          |
| 1995年（平成07年） | 77,653           | [ * 1 ]  |
| 1996年（平成08年） | 77,629           |          |
| 1997年（平成09年） | 76,958           |          |
| 1998年（平成10年） | 76,178           | [ * 2 ]  |
| 1999年（平成11年） | 75,431           | [ * 3 ]  |
| 2000年（平成12年） | 75,234           | [ * 3 ]  |
| 2001年（平成13年） | 75,838           | [ * 4 ]  |
| 2002年（平成14年） | 76,007           | [ * 5 ]  |
| 2003年（平成15年） | 76,360           | [ * 6 ]  |
| 2004年（平成16年） | 76,212           | [ * 7 ]  |
| 2005年（平成17年） | 76,197           | [ * 8 ]  |
| 2006年（平成18年） | 77,290           | [ * 9 ]  |
| 2007年（平成19年） | 78,108           | [ * 10 ] |
| 2008年（平成20年） | 77,851           | [ * 11 ] |
| 2009年（平成21年） | 76,850           | [ * 12 ] |
| 2010年（平成22年） | 76,665           | [ * 13 ] |
| 2011年（平成23年） | 76,445           | [ * 14 ] |
| 2012年（平成24年） | 76,583           | [ * 15 ] |
| 2013年（平成25年） | 78,272           | [ * 16 ] |
| 2014年（平成26年） | 77,755           | [ * 17 ] |
| 2015年（平成27年） | 79,672           | [ * 18 ] |
| 2016年（平成28年） | 80,182           | [ * 19 ] |
| 2017年（平成29年） | 80,904           | [ * 20 ] |
| 2018年（平成30年） | 81,056           |          |
| 2019年（令和元年） | 80,794           |          |

## 歷史
- 1872年10月15日（明治5年9月12日）：日本國有鐵道（日本國鐵）東海道本線鶴見站開業，初期只經營客運業務。
- 1898年（明治31年）4月1日：開辦貨運業務。
- 1914年（大正3年）12月20日：京濱線（京濱東北線前身）開業。
- 1917年（大正6年）6月17日：東海道本線貨物支線（高島線）鶴見－高島段開通。
- 1929年（昭和4年）8月21日：東海道本線支線（品鶴線）開通。
- 1930年（昭和5年）10月28日：鶴見臨港鐵道線（現時的鶴見線）鶴見暫設停車處開業。
- 1931年（昭和6年）6月14日：鶴見暫設停車處遷往較接近國鐵車站的位置。
- 1934年（昭和9年）12月23日：鶴見臨港鐵道線鶴見站（即現時鶴見線月台）開業。
- 1943年（昭和18年）7月1日：鶴見臨港鐵道被國有化，成為鶴見線。
- 1963年（昭和38年）11月9日：發生鶴見事故，造成161人死亡、120人受傷。此事故為國鐵戰後五大事故之一。
- 1974年（昭和49年）10月1日：停辦貨運業務。
- 1976年（昭和51年）3月1日：東海道貨物線濱川崎－鶴見段、武藏野線鶴見－府中本町段開通。
- 1979年（昭和54年）10月1日：東海道貨物線 鶴見－橫濱羽澤－戶塚段開通。
- 1985年（昭和60年）3月14日：停辦行李託運業務。
- 1987年（昭和62年）4月1日：國鐵分割民營化，本站由JR東日本接手管理。
- 2001年（平成13年）11月18日：JR東日本的智能卡系統Suica於京濱東北線站區投入服務。
- 2002年（平成14年）3月22日：鶴見線站區接受使用Suica。

## 相鄰車站
東日本旅客鐵道
 京濱東北線
■快速、■各站停車
川崎（JK 16）－鶴見（JK 15）－新子安（JK 14）
 鶴見線
鶴見（JI 01）－國道（JI 02）
※此站－國道站之間曾經設有本山停留場，於1942年廢除。
東海道本線貨物支線
東海道貨物線（定期旅客列車〔Liner部分〕全部通過）
川崎新町－（八丁畷）－鶴見－橫濱羽澤、羽澤橫濱國大（SO51）
※川崎新町－八丁畷站之間的線藉為南武線支線
品鶴線（定期旅客列車〔橫須賀線、湘南新宿線〕全部通過）
新川崎－（新鶴見信號場）－鶴見
相鐵·JR直通線（定期旅客列車〔相鐵·JR直通線、Liner一部分〕所有列車通過《車費計算上為鄰站》）
武藏小杉－鶴見－羽澤橫濱國大（SO51）
高島線（沒有定期旅客列車運行）
鶴見－東高島
武藏野線（武藏野南線、無定期旅客列車運行）
鶴見－（新鶴見信號場）－梶谷貨物總站
南武線貨物支線（尻手短絡線、無定期旅客列車運行）
尻手－（新鶴見信號場）－鶴見

### 使用情況
1. ↑  横浜市統計書 （页面存档备份，存于） - 横浜市

JR東日本1999年度以後的上車人次
1. ↑  各駅の乗車人員（1999年度） （页面存档备份，存于） - JR東日本
2. ↑  各駅の乗車人員（2000年度） （页面存档备份，存于） - JR東日本
3. ↑  各駅の乗車人員（2001年度） （页面存档备份，存于） - JR東日本
4. ↑  各駅の乗車人員（2002年度） （页面存档备份，存于） - JR東日本
5. ↑  各駅の乗車人員（2003年度） （页面存档备份，存于） - JR東日本
6. ↑  各駅の乗車人員（2004年度） （页面存档备份，存于） - JR東日本
7. ↑  各駅の乗車人員（2005年度） （页面存档备份，存于） - JR東日本
8. ↑  各駅の乗車人員（2006年度） （页面存档备份，存于） - JR東日本
9. ↑  各駅の乗車人員（2007年度） （页面存档备份，存于） - JR東日本
10. ↑  各駅の乗車人員（2008年度） （页面存档备份，存于） - JR東日本
11. ↑  各駅の乗車人員（2009年度） （页面存档备份，存于） - JR東日本
12. ↑  各駅の乗車人員（2010年度） （页面存档备份，存于） - JR東日本
13. ↑  各駅の乗車人員（2011年度） （页面存档备份，存于） - JR東日本
14. ↑  各駅の乗車人員（2012年度） （页面存档备份，存于） - JR東日本
15. ↑  各駅の乗車人員（2013年度） （页面存档备份，存于） - JR東日本
16. ↑  各駅の乗車人員（2014年度） （页面存档备份，存于） - JR東日本
17. ↑  各駅の乗車人員（2015年度） （页面存档备份，存于） - JR東日本
18. ↑  各駅の乗車人員（2016年度） （页面存档备份，存于） - JR東日本
19. ↑  各駅の乗車人員（2017年度） （页面存档备份，存于） - JR東日本
20. ↑  各駅の乗車人員（2018年度） （页面存档备份，存于） - JR東日本
21. ↑  各駅の乗車人員（2019年度） （页面存档备份，存于） - JR東日本

神奈川縣縣勢要覽
1. ↑  線区別駅別乗車人員（1日平均）の推移PDF - 17ページ
2. ↑  神奈川県県勢要覧（平成12年度） - 220ページ
3. 1 2  神奈川県県勢要覧（平成13年度）PDF - 222ページ
4. ↑  神奈川県県勢要覧（平成14年度）PDF - 220ページ
5. ↑  神奈川県県勢要覧（平成15年度）PDF - 220ページ
6. ↑  神奈川県県勢要覧（平成16年度）PDF - 220ページ
7. ↑  神奈川県県勢要覧（平成17年度）PDF - 222ページ
8. ↑  神奈川県県勢要覧（平成18年度）PDF - 222ページ
9. ↑  神奈川県県勢要覧（平成19年度）PDF - 224ページ
10. ↑  神奈川県県勢要覧（平成20年度）PDF - 228ページ
11. ↑  神奈川県県勢要覧（平成21年度）PDF - 238ページ
12. ↑  神奈川県県勢要覧（平成22年度）PDF - 236ページ
13. ↑  神奈川県県勢要覧（平成23年度）PDF - 236ページ
14. ↑  神奈川県県勢要覧（平成24年度）PDF - 232ページ
15. ↑  神奈川県県勢要覧（平成25年度）PDF - 234ページ
16. ↑  神奈川県県勢要覧（平成26年度）PDF - 236ページ
17. ↑  神奈川県県勢要覧（平成27年度）PDF - 236ページ
18. ↑  神奈川県県勢要覧（平成28年度）PDF - 244ページ
19. ↑  神奈川県県勢要覧（平成29年度）PDF - 236ページ
20. ↑  神奈川県県勢要覧（平成30年度）PDF - 220ページ

## 外部連結
- 車站資訊（鶴見）：東日本旅客鐵道

35°30′30.8″N 139°40′34″E / 35.508556°N 139.67611°E